# Нандеј (Њујорк)
Нандеј (енгл. Nunda) град је у америчкој савезној држави Њујорк.

## Демографија
По попису из 2010. године број становника је 1.377, што је 47 (3,5%) становника више него 2000. године.
| Група             | 2000.         | 2010.         |
| Белци             | 1.293 (97,2%) | 1.313 (95,4%) |
| Афроамериканци    | 5 (0,4%)      | 13 (0,9%)     |
| Азијати           | 4 (0,3%)      | 4 (0,3%)      |
| Хиспаноамериканци | 16 (1,2%)     | 23 (1,7%)     |
| Укупно            | 1.330         | 1.377         |